# Reece James (cầu thủ bóng đá, sinh 1999)
Reece Lewis James (sinh ngày 8 tháng 12 năm 1999) là một cầu thủ bóng đá chuyên nghiệp người Anh hiện đang thi đấu ở vị trí hậu vệ phải cho đội tuyển bóng đá quốc gia Anh và là đội trưởng của câu lạc bộ Premier League Chelsea.

## Đầu đời
James sinh ra ở Redbridge, Greater London, và theo học Trường Isleworth and Syon. Anh lớn lên trong một gia đình theo nghiệp bóng đá. Em gái của anh, Lauren James cũng là một cầu thủ bóng đá chuyên nghiệp đang chơi cho câu lạc bộ Chelsea F.C. Women, cha anh, ông Nigel cũng là một cựu cầu thủ và huấn luyện viên.

## Sự nghiệp câu lạc bộ
James gia nhập lò đào tạo của Chelsea khi mới 6 tuổi. Tháng 3 năm 2017, James chuyển sang thi đấu chuyên nghiệp cho Chelsea,mùa giải 2017-2018 anh là đội trưởng U18 Chelsea giành FA Youth Cup và giành được danh hiệu cầu thủ xuất sắc nhất mùa của học viện. Anh ký hợp đồng mới 4 năm với câu lạc bộ vào tháng 6 năm 2018.Cuối tháng đó,anh được cho mượn tại Wigan Athletic F.C. Ở đây anh chơi khá nổi bật và dành 3 giải thưởng của Wigan.
Anh trở về Chelsea và có trận ra mắt vào ngày 25 tháng 9 năm 2019 trong chiến thắng 7-1 trước Grimsby Town ở vòng 3 EFL Championship 2019–20. Anh có 2 đường kiến tạo và 1 bàn thắng.Anh trở thành cầu thủ Chelsea trẻ nhất từng ghi bàn tại UEFA Champions League trong trận hòa 4-4 với Ajax Amsterdam. Vào ngày 14 tháng 9 năm 2020, James ghi bàn thắng đầu tiên tại Premier League, trong chiến thắng 3-1 trước Brighton & Hove Albion.
Vào ngày 29 tháng 5, James đã giành chức vô địch Champions League đầu tiên khi Chelsea giành chiến thắng 1–0 trước Manchester City trong trận chung kết UEFA Champions League 2020-2021 tại Porto.

## Thống kê sự nghiệp

### Câu lạc bộ
Tính đến ngày 13 tháng 7 năm 2025
| Câu lạc bộ            | Mùa giải            | Giải đấu            | Giải đấu | Giải đấu | Cúp FA | Cúp FA | Cúp EFL | Cúp EFL | Châu Âu | Châu Âu | Khác | Khác | Tổng cộng | Tổng cộng |
| Câu lạc bộ            | Mùa giải            | Hạng đấu            | Trận     | Bàn      | Trận   | Bàn    | Trận    | Bàn     | Trận    | Bàn     | Trận | Bàn  | Trận      | Bàn       |
| --------------------- | ------------------- | ------------------- | -------- | -------- | ------ | ------ | ------- | ------- | ------- | ------- | ---- | ---- | --------- | --------- |
| U23/U21 Chelsea       | 2016–17             | —                   | —        | —        | —      | —      | —       | —       | —       | —       | 1    | 0    | 1         | 0         |
| U23/U21 Chelsea       | 2017–18             | —                   | —        | —        | —      | —      | —       | —       | —       | —       | 6    | 1    | 6         | 1         |
| U23/U21 Chelsea       | Tổng cộng           | Tổng cộng           | —        | —        | —      | —      | —       | —       | —       | —       | 7    | 1    | 7         | 1         |
| Chelsea               | 2018–19             | Premier League      | 0        | 0        | —      | —      | —       | —       | 0       | 0       | —    | —    | 0         | 0         |
| Chelsea               | 2019–20             | Premier League      | 24       | 0        | 5      | 0      | 2       | 1       | 6       | 1       | 0    | 0    | 37        | 2         |
| Chelsea               | 2020–21             | Premier League      | 32       | 1        | 5      | 0      | 0       | 0       | 10      | 0       | —    | —    | 47        | 1         |
| Chelsea               | 2021–22             | Premier League      | 26       | 5        | 3      | 0      | 4       | 0       | 6       | 1       | 0    | 0    | 39        | 6         |
| Chelsea               | 2022–23             | Premier League      | 16       | 1        | 0      | 0      | 0       | 0       | 8       | 1       | —    | —    | 24        | 2         |
| Chelsea               | 2023–24             | Premier League      | 10       | 0        | 0      | 0      | 1       | 0       | —       | —       | —    | —    | 11        | 0         |
| Chelsea               | 2024–25             | Premier League      | 19       | 1        | 1      | 0      | 0       | 0       | 7       | 1       | 5    | 1    | 33        | 3         |
| Chelsea               | Tổng cộng           | Tổng cộng           | 127      | 8        | 14     | 0      | 7       | 1       | 37      | 4       | 5    | 1    | 190       | 14        |
| Wigan Athletic (mượn) | 2018–19             | Championship        | 45       | 3        | 1      | 0      | 0       | 0       | —       | —       | —    | —    | 46        | 3         |
| Tổng cộng sự nghiệp   | Tổng cộng sự nghiệp | Tổng cộng sự nghiệp | 172      | 11       | 15     | 0      | 7       | 1       | 37      | 4       | 12   | 2    | 243       | 18        |

1. 1 2  Số lần ra sân tại EFL Trophy
2. 1 2 3 4  Số lần ra sân tại UEFA Champions League
3. ↑  Số lần ra sân tại UEFA Conference League
4. ↑  Số lần ra sân tại FIFA Club World Cup

### Quốc tế
Tính đến 24 tháng 3 năm 2025
| Đội tuyển quốc gia | Năm       | Trận | Bàn |
| ------------------ | --------- | ---- | --- |
| Anh                | 2020      | 4    | 0   |
| Anh                | 2021      | 6    | 0   |
| Anh                | 2022      | 5    | 0   |
| Anh                | 2023      | 1    | 0   |
| Anh                | 2025      | 2    | 1   |
| Tổng cộng          | Tổng cộng | 18   | 1   |

Tính đến 24 tháng 3 năm 2025
Điểm số của đội tuyển Anh được liệt kê đầu tiên, cột điểm số cho biết điểm số sau mỗi bàn thắng của James
| No. | Ngày                | Địa điểm                            | Lần ra sân | Đối thủ | Bàn thắng | Kết quả | Giải đấu                      |
| --- | ------------------- | ----------------------------------- | ---------- | ------- | --------- | ------- | ----------------------------- |
| 1   | 24 tháng 3 năm 2025 | Sân vận động Wembley, Luân Đôn, Anh | 18         | Latvia  | 1–0       | 3–0     | Vòng loại FIFA World Cup 2026 |

## Danh hiệu

### Câu lạc bộ

#### Chelsea
- UEFA Champions League: 2020–21
- UEFA Conference League: 2024–25
- UEFA Super Cup: 2021
- FIFA Club World Cup: 2021, 2025

### Quốc tế
- UEFA Euro: Á quân 2020